# Louis Constant Lambelet
Louis Constant Lambelet (né le 25 avril 1827 aux Verrières décédé le 8 août 1882 à Neuchâtel) est un homme politique suisse. De 1857 à 1860 et de 1869 à 1881, il est membre du Conseil national, de 1868 à 1871, il est conseiller d'État du canton de Neuchâtel.

## Biographie
Fils d'un agriculteur, Louis Constant Lambelet suit d'abord une formation de cordonnier, puis a étudié le droit aux universités de Strasbourg et de Genève. Il exerce la profession d'avocat et, en 1867/68, enseigne le droit commercial à l'Académie de Neuchâtel. De 1866 à 1873, il est membre du conseil d'administration de l'académie, puis jusqu'en 1881 de la commission de l'enseignement supérieur. Lors de la tentative de coup d'État royaliste de 1856, il est nommé lieutenant d'infanterie et membre de l'état-major des troupes gouvernementales de Neuchâtel. En 1880, il est promu colonel brigadier.
En 1856 et 1857, Lambelet est membre de l'exécutif de la ville de Neuchâtel et dirige le département des constructions. Toujours en 1856, il est élu représentant du Parti radical-démocratique au Grand Conseil du canton de Neuchâtel, dont il fait partie jusqu'en 1865, puis à nouveau de 1871 sa mort. Le Grand Conseil à son tour l'élit au Conseil d'État pour les années 1868 à 1871. Il y est responsable du département de la justice et de la police. Lambelet se présente avec succès aux élections du Conseil national en 1857, mais démissionne trois ans plus tard. Après les élections fédérales de 1869, il retourne au Conseil national et en reste membre jusqu'en 1881.